# 弗里曼鎮區 (明尼蘇達州弗里伯恩縣)
弗里曼鎮區（英語：Freeman Township）是位於美國明尼蘇達州弗里伯恩縣的一個行政鎮區。

## 地方資料
弗里曼鎮區的面積為92.75平方千米，當中陸地面積為92.59平方千米，而水域面積為0.15平方千米。根據2020年美國人口普查的數據，當地共有人口441人，而人口密度為每平方千米4.75人。